# 1 Polskie Skrzydło Myśliwskie
1 (131) Polskie Skrzydło Myśliwskie – skrzydło lotnictwa myśliwskiego Polskich Sił Powietrznych w Wielkiej Brytanii.

## Powstanie i działalność bojowa 1 Polskiego Skrzydła Myśliwskiego
1 Skrzydło Myśliwskie sformowane zostało w okresie od 15 marca do 15 kwietnia 1941 r. na lotnisku w Northolt pod Londynem. W jego skład włączono wcześniej już utworzone dywizjony myśliwskie (dm): 303 Warszawski i 306 Toruński oraz brytyjski 601 „County of London”. 1 maja 1941 r. 601 dm wyłączony został ze składu skrzydła i przeniesiony na Stację RAF Manston. 24 czerwca w miejsce jednostki brytyjskiej włączony został 308 Dywizjon Myśliwski Krakowski. Skrzydło podporządkowane było operacyjnie dowódcy brytyjskiej 11 Grupy Myśliwskiej. Zadaniem skrzydła była obrona południowo-wschodniej Anglii. W 1941 r. rozpoczęto zadania ofensywne przeciwko hitlerowskiej Luftwaffe w zachodniej Francji i Belgii. Obszar ten rozszerzał się stopniowo.
Osłaniano wyprawy lekkich bombowców typu Blenheim bombardujące lotniska koło Berck-sur-Mer na wybrzeżu kanału La Manche. 26 czerwca 1941 r. w czasie atakowania niemieckiego lotniska w St. Omer w północnej Francji został zestrzelony dowódca skrzydła mjr Piotr Łaguna. 13 lipca 303 dm przeniesiony został do 9 Grupy Myśliwskiej, a w jego miejsce włączony został 315 Dywizjon Myśliwski Dębliński. W następnych miesiącach 1941 r. skład skrzydła ulegał częstym zmianom. Następowała wymiana dywizjonów pomiędzy 1 a 2 Skrzydłem Myśliwskim.
17 lipca 1941 r. doszło do walki w czasie nalotu na obiekty na północ od Lille ze 120 samolotami niemieckimi typu Me-109 E. Skrzydło polskie zestrzeliło wówczas 5 samolotów przeciwnika. W tym okresie dywizjony skrzydła wykonały również loty na tzw. wymiatanie samolotów przeciwnika. Zadania te polegały na wyciąganiu samolotów niemieckich w powietrze i atakowaniu ich.
14 sierpnia 1941 r. skrzydło, w pełnym składzie, wspierało dwa skrzydła brytyjskie w osłonie sześciu samolotów Blenheim (lot bojowy „Circus 73”). Nad miejscowością Ardres skrzydło stoczyło walkę powietrzną z niemieckimi eskadrami 2 i 26 Pułków Myśliwskich. Według oficjalnych danych Polacy przy stracie czterech pilotów, zniszczyli na pewno czternaście Messerschmittów Bf 109, a kolejne trzy prawdopodobnie
7 października 1941 r. w skład skrzydła ponownie wcielony został 303 dm, natomiast w grudniu tego roku skrzydło opuściły dywizjony 306 i 308, a dołączył 316 Dywizjon Myśliwski Warszawski.
1 kwietnia 1942 r. w skład skrzydła, w miejsce 315 dm, włączony został 317 Dywizjon Myśliwski Wileński pod dowództwem kpt. Piotra Ozyry.
29 kwietnia 1942 r. podczas walk skrzydła z grupą 15 myśliwskich samolotów FW-190 nad brzegami Francji w okolicy Le Tréport polegli: dowódca skrzydła mjr Marian Pisarek i dowódca 317 dm kpt. pil. Piotr Ozyra. Nowym dowódcą skrzydła został mjr pil. Stefan Janus, a dowódcą 317 dm kpt. pil. Stanisław Skalski.
7 maja 1942 r. w skład skrzydła włączony został 302 Dywizjon Myśliwski Poznański pod dowództwem kpt. Juliana Kowalskiego. Od tego dnia skrzydło występowało w składzie:
- 302 Dywizjon Myśliwski Poznański
- 303 Dywizjon Myśliwski Warszawski im. Tadeusza Kościuszki
- 316 Dywizjon Myśliwski Warszawski
- 317 Dywizjon Myśliwski Wileński

15 czerwca 1942 r., po raz drugi w skład skrzydła, w miejsce 303 dm, włączony został 306 dm pod dowództwem kpt. pil. Tadeusza Czerwińskiego. Od tego dnia skrzydło występowało w składzie:
- 302 Dywizjon Myśliwski Poznański w Heston
- 306 Dywizjon Myśliwski Toruński w Northolt
- 316 Dywizjon Myśliwski Warszawski w Heston
- 317 Dywizjon Myśliwski Wileński w Northolt

30 lipca 1942 r., po raz drugi w skład skrzydła, w miejsce 316 dm, włączony został 308 dm pod dowództwem kpt. pil. Walerego Żaka. Od tego dnia skrzydło występowało w składzie:
- 302 Dywizjon Myśliwski Poznański w Heston
- 306 Dywizjon Myśliwski Toruński w Northolt
- 308 Dywizjon Myśliwski Krakowski w Heston
- 317 Dywizjon Myśliwski Wileński w Northolt

19 sierpnia 1942 r. skrzydło w składzie pięciu dywizjonów: 302, 303, 306, 308 i 317, wspierając desant wojsk alianckich pod Dieppe, wykonało 224 loty strącając 15 samolotów przeciwnika na pewno i 5 prawdopodobnie. Był to najlepszy wynik osiągnięty w tej operacji w całym RAF-ie.

## 131 Skrzydło Myśliwskie w przygotowaniach i inwazji na kontynent
4 października 1943 r., w ramach przygotowań do inwazji na kontynent, jednostka przeformowana została w 131 Skrzydło Myśliwskie i 131 Polowy Port Lotniczy oraz podporządkowana dowódcy 18 Polskiego Sektora Myśliwskiego. Przewidywano użycie skrzydła w walkach na froncie. Nowe zadania operacyjne wymagały przystosowania do działań ruchowych i częstych zmian lotnisk w ślad za przesuwaniem się linii frontu. 131 Polowy Port Lotniczy spełniał funkcję ruchomej bazy zaopatrzenia, posiadając przy tym odrębny status organizacyjny. W skład 131 Skrzydła Myśliwskiego włączone zostały dywizjony myśliwskie:
- 302 Poznański
- 308 Krakowski
- 317 Wileński.

Taki skład dywizjonów zachowany został do czasu rozformowania skrzydła.

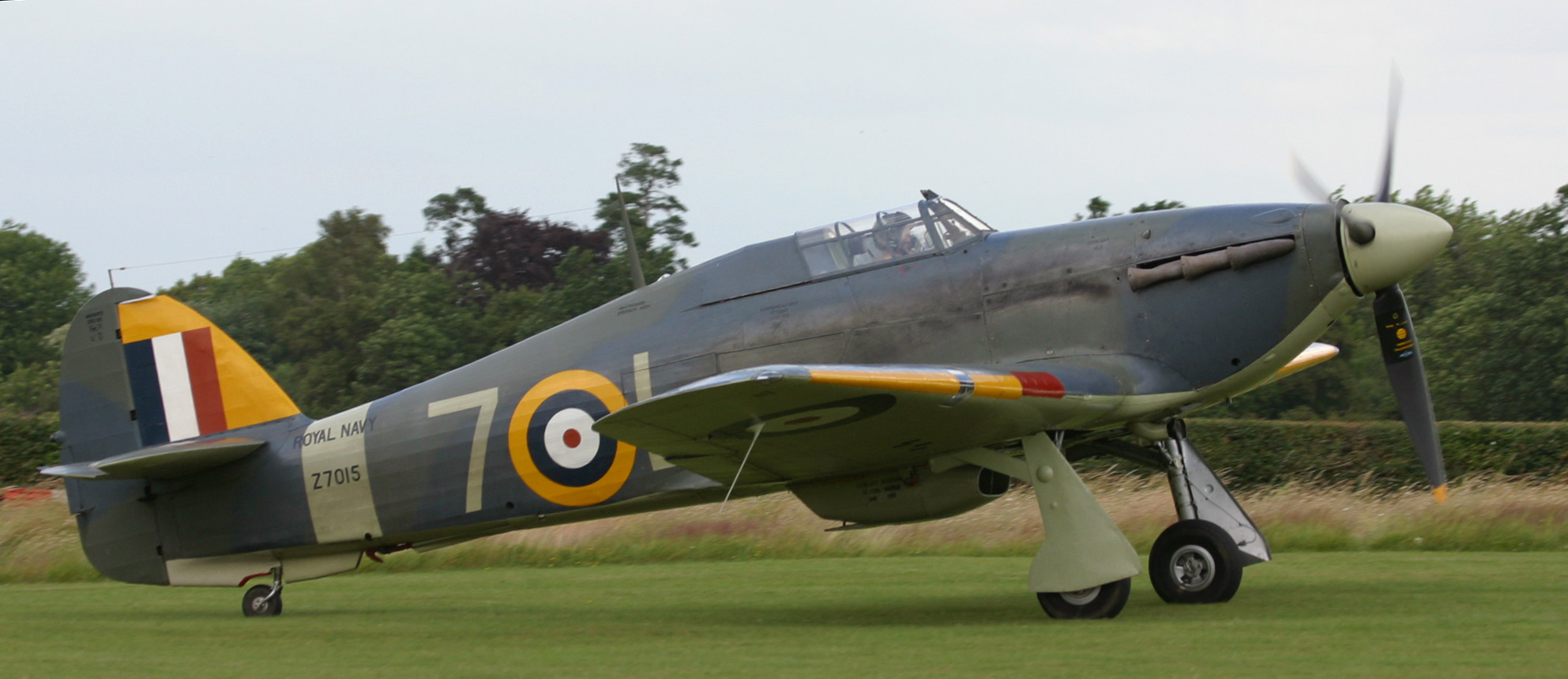
Hurricane- takimi samolotami latali piloci w 1941 r.

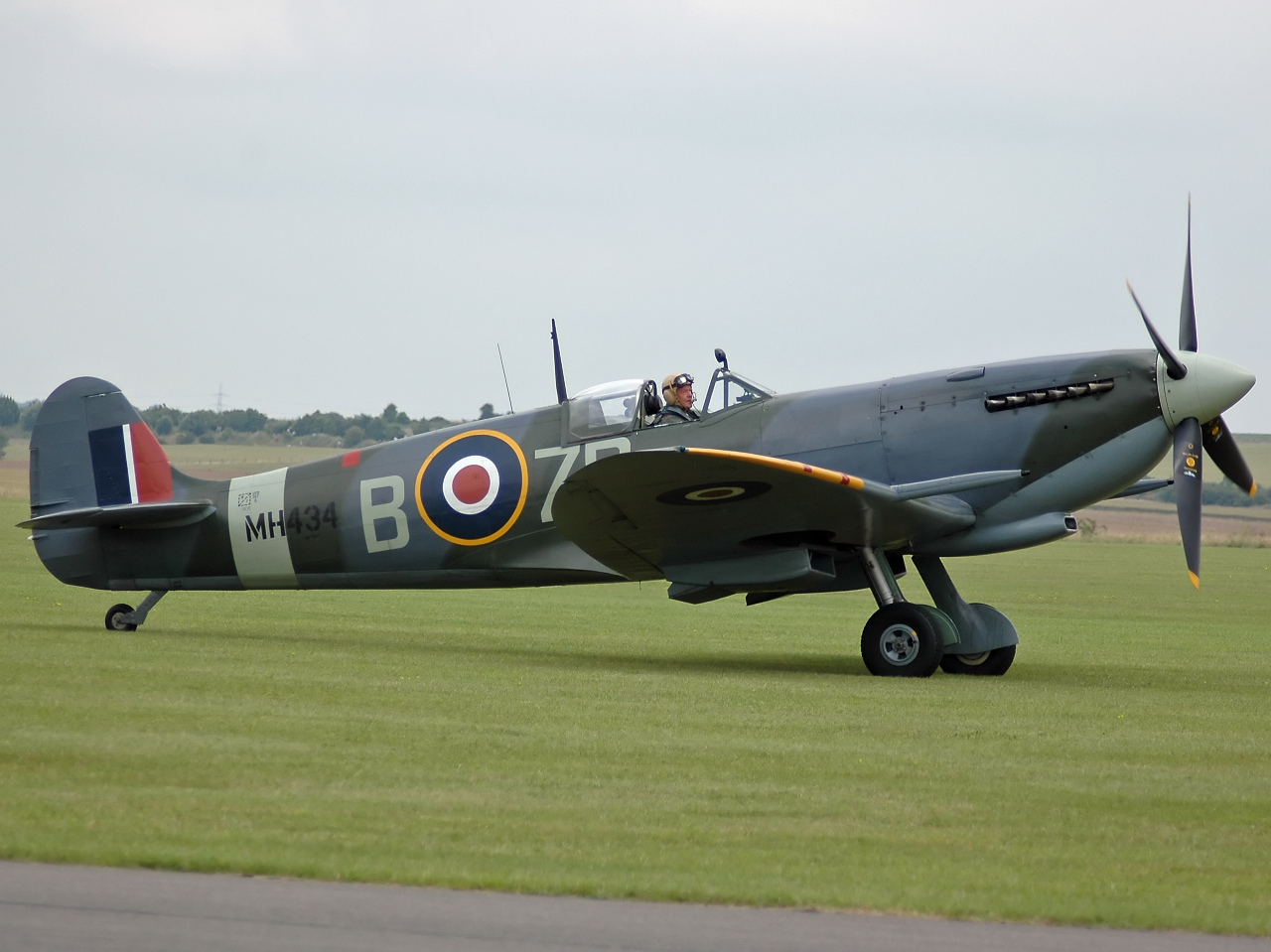
Spitfire- takimi samolotami latali piloci w 1943 r.

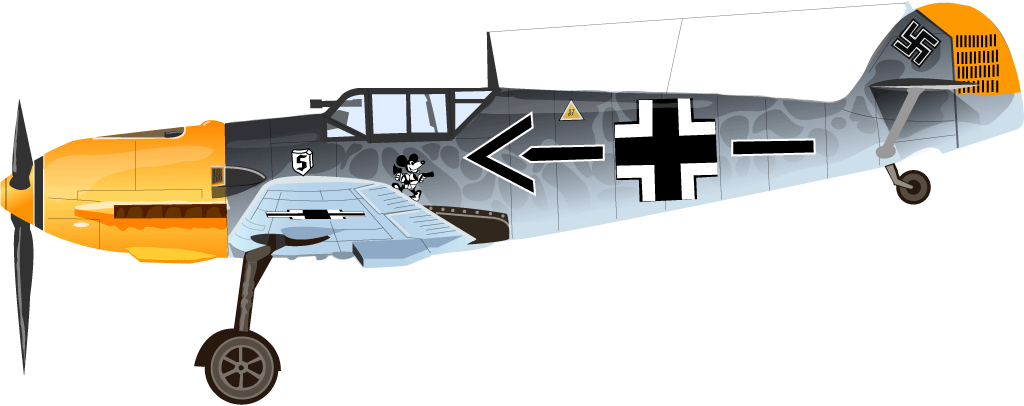
Me-109E- z takimi samolotami walczyli piloci 131 Skrzydła Myśliwskiego

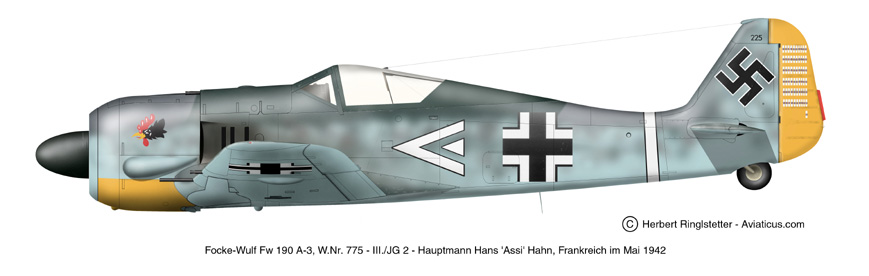
FW-190- w walce z takim samolotem zginął dowódca Skrzydła

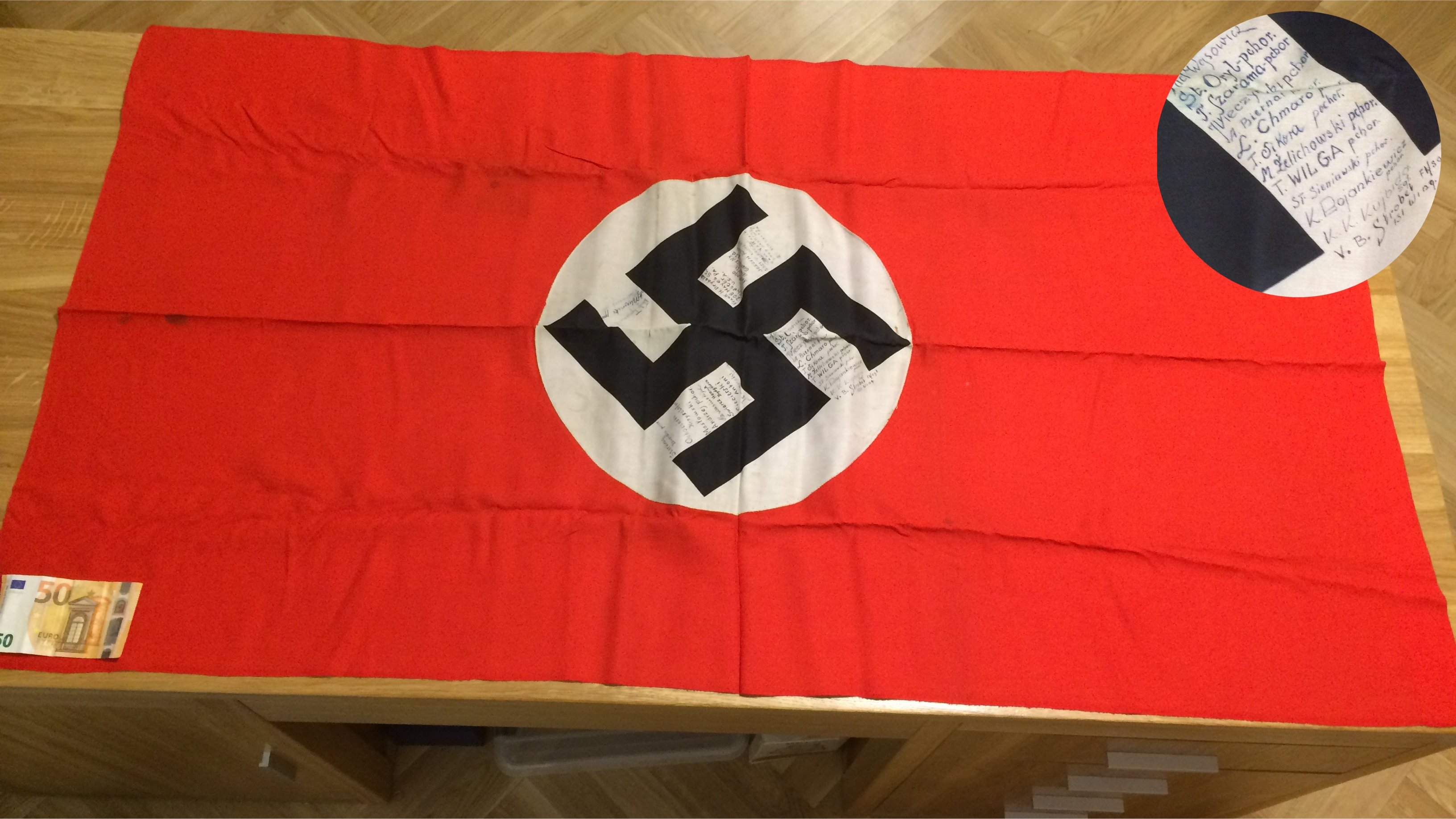
Niemiecka flaga zdobyta w walce przez pilotów 131 Skrzydła Myśliwskiego. Na białym tle autografy pilotów polskich i amerykańskich. Widoczne liczne ślady krwi zestrzelonego niemieckiego pilota. Obecnie kolekcja prywatna.

W czerwcu 1944 r. skrzydło bazowało w pobliżu Chichester w hrabstwie Sussex nad brzegiem kanału La Manche naprzeciw wyspy Wight. W dniu rozpoczęcia inwazji na kontynent, skrzydło w składzie dywizjonów: 302, 308 i 317, ubezpieczało i wspierało lądujących spadochroniarzy w Eastern Beach Area.

## 1 Polskie Skrzydło w walkach na kontynencie i okupacji Niemiec
12 lipca 1944 r. połączono 131 Skrzydło Myśliwskie i 131 Polowy Port Lotniczy w 131 Polskie Skrzydło.
Na początku sierpnia 1944 r. stacjonowało w północnej Francji na lotnisku Piumetot koło Caen, a we wrześniu bazowało na lotniskach Goupilieres i Venderville na południe od Lille. W tym czasie wykonywało loty na kierunku natarcia brytyjskiej 21 Grupy Armii marszałka Montgomery’ego i polskiej 1 Dywizji Pancernej gen. Maczka. Na początku października przesunięto skrzydło bliżej linii frontu na lotnisko Deurne pod Antwerpią, a następnie do St. Denijs pod Gandawą. W czasie kontrofensywy w Ardenach w styczniu 1945 r., około 40 myśliwców Luftwaffe zaatakowało lotnisko polskiego skrzydła pod Gandawą. Zostały jednak one przechwycone przez powracające z zadania dywizjony 308 i 317. W rezultacie boju powietrznego zestrzelono 18 samolotów na pewno, 1 prawdopodobnie i 5 uszkodzono. Własne straty wyniosły: 23 rannych, w tym 2 pilotów. Na terenie Niemiec skrzydło stacjonowało m.in. na lotnisku B-101 Nordhorn (od 13 IV 1945 r.) i B-113 Varrelbusch koło Bremy (od 30 IV 1945 ).r.
Działając w ramach brytyjskiego lotnictwa taktycznego (2 TAF) w okresie od 6 czerwca 1944 do 8 maja 1945 r. skrzydło zniszczyło lub uszkodziło 37 samolotów niemieckich oraz 3078 wszelkiego rodzaju pojazdów mechanicznych i innych środków transportowych przeciwnika.
Po zakończeniu działań wojennych w Europie skrzydło pozostało w brytyjskiej strefie okupacyjnej i weszło w skład Brytyjskich Okupacyjnych Sił Powietrznych (BAFO – British Air Forces of Occupation). Od 10 września 1945 r. skrzydło w niezmienionym składzie stacjonowało na lotnisku Ahlhorn.
3 stycznia 1947 r. odbyła się ostatnia zbiórka personelu skrzydła. Wacław Król tak wspominał ten dzień „Przypadł mi smutny obowiązek pożegnania żołnierzy i wypowiedzenia smutnej formuły – 131 Polskie Skrzydło Myśliwskie uważa się za rozwiązane. Następnie przekazałem władzę nad personelem brytyjskiemu dowódcy stacji Porteath, Wing Commanderowi White’owi. Tego samego dnia rozdano wszystkim do wypełnienia deklaracje o wstępowaniu do Lotniczego Korpusu Przysposobienia i Rozmieszczenia (Polish Air Force Resettlement Corps)”. Do korpusu (LKPR) wstąpiła większość członków personelu latającego i naziemnego. W praktyce przysposobienie lotników polskich do życia cywilnego w ramach LKPR nie spełniło swego zadania. Mimo trzyletniego istnienia korpusy organizowane kursu i działalność pośrednictwa pracy napotykała na duże trudności. Większość żołnierzy znajdowała pracę sama. W 1949 LKPR został rozwiązany.

## Obsada personalna
Dowódcy 1 Polskiego Skrzydła Myśliwskiego:
- ppłk pil. John Kent (dowódca brytyjski)
- kpt pil. Witold Urbanowicz (15 IV – 31 V 1941 r.)
- mjr pil. Piotr Łaguna
- mjr pil. Tadeusz Rolski
- mjr pil. Marian Pisarek
- mjr pil. Stefan Janus
- mjr pil. Wojciech Kołaczkowski
- mjr pil. Aleksander Gabszewicz
- mjr pil. Stanisław Skalski (13 XII 1943 – 3 IV 1944 r.)
- mjr pil. Julian Kowalski (4 IV – 12 VII 1944 r.)

Dowódcy 131 Polskiego Skrzydła:
- ppłk pil. Aleksander Gabszewicz (12 VII 1944 – 31 V 1945 r.)
- ppłk pil. Stefan Witorzeńć (1 VI 1945 – 3 I 1947 r.)

Zastępcy dowódcy 131 Polskiego Skrzydła do spraw szkolenia lotniczego i dowodzenia w powietrzu:
- mjr pil. Julian Kowalski (12 VII – 10 X 1944 r.)
- mjr pil. Tadeusz Sawicz (11 X 1944 – 8 VIII 1945 r.)
- mjr pil. Wacław Król (9 VIII 1945 – 3 I 1947 r.)